# Czyżew (gmina)
Czyżew (do 1948 gmina Dmochy-Glinki; 1973–2010 gmina Czyżew-Osada) – gmina miejsko-wiejska w województwie podlaskim, w powiecie wysokomazowieckim. W latach 1975–1998 gmina położona była w województwie łomżyńskim.
Siedziba gminy to Czyżew (do 2010 pn. Czyżew-Osada).
W 2007 roku gminę zamieszkiwały 6702 osoby, a w 2010 było 6539 osób.

## Struktura powierzchni
Według danych z roku 2002 gmina Czyżew ma obszar 123,4 km², w tym:
- użytki rolne: 87%
- użytki leśne: 7%

Gmina stanowi 9,63% powierzchni powiatu.

## Kultura
Propagowaniem kultury na obszarze gminy zajmuje się Gminny Ośrodek Kultury w Czyżewie. Ośrodek prowadzi działalność i inicjatywy dydaktyczno-kulturalne dla młodzieży i dorosłych – warsztaty kulturalne, przedstawienia, imprezy okazjonalne, festyny, zabawy, wystawy, naukę gry na instrumentach i in.

Rozwijaniu i zaspokajaniu potrzeb czytelniczych oraz upowszechnianiu wiedzy i rozwojowi kultury służy Biblioteka Publiczna w Czyżewie. W ramach programu Internetowe Centra Edukacyjno-Oświatowe na wsi w bibliotece funkcjonuje Internetowe Centrum Edukacyjno-Oświatowe Biblioteka prowadzi dwie filie publiczno-szkolne w budynkach szkół podstawowych w miejscowościach Dąbrowa Wielka i w Rosochate Kościelne.

## Oświata
Na terenie gminy edukację zapewniają:
- zespół szkół w Czyżewie,
- szkoła podstawowa w Dąbrowie Wielkiej,
- zespół szkół w Rosochatem Kościelnem,
- zespół szkół ogólnokształcących i zawodowych w Czyżewie,
- przedszkole gminne w Czyżewie.

## Demografia

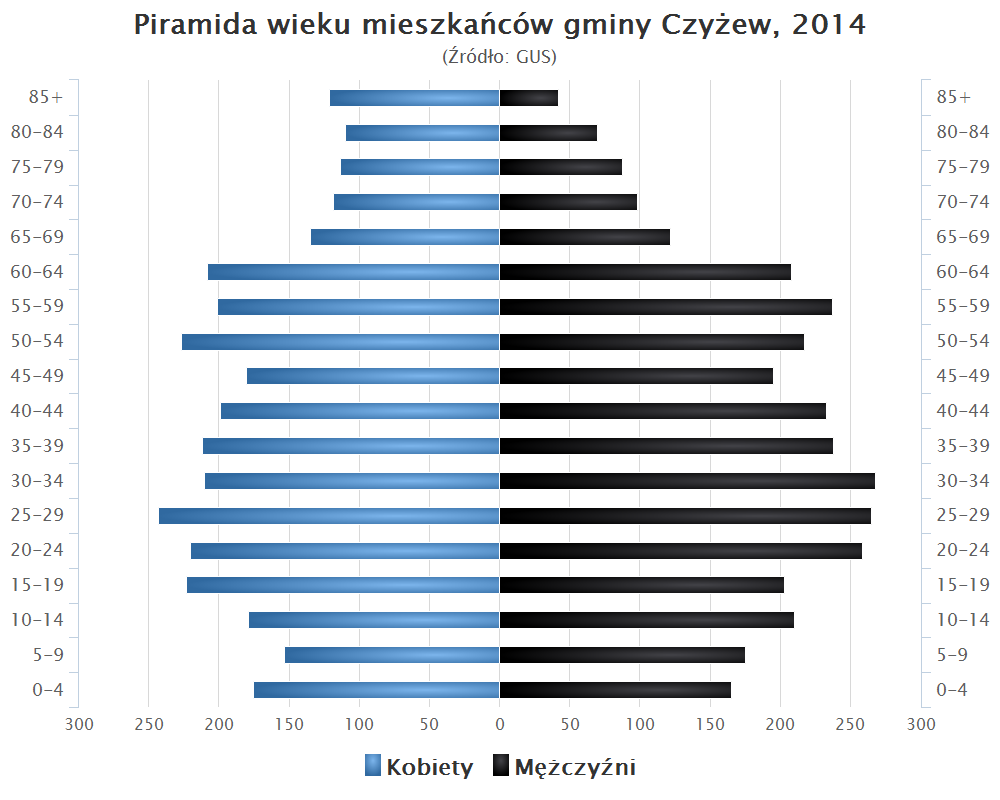
Piramida wieku mieszkańców gminy Czyżew w 2014 roku

Dane z 30 czerwca 2004:
| Opis                              | Ogółem | Ogółem | Kobiety | Kobiety | Mężczyźni | Mężczyźni |
| --------------------------------- | ------ | ------ | ------- | ------- | --------- | --------- |
| jednostka                         | osób   | %      | osób    | %       | osób      | %         |
| populacja                         | 6702   | 100    | 3348    | 50      | 3354      | 50        |
| gęstość zaludnienia (mieszk./km²) | 54,3   | 54,3   | 27,1    | 27,1    | 27,2      | 27,2      |

## Sołectwa
Brulino-Koski i Brulino-Piwki, Czyżew-Chrapki, Czyżew-Ruś-Kolonia, Czyżew-Ruś-Wieś, Czyżew-Siedliska, Czyżew-Sutki, Dąbrowa Wielka, Dąbrowa-Cherubiny, Dąbrowa-Kity, Dąbrowa-Michałki, Dąbrowa-Nowa Wieś, Dąbrowa Wielka, Dmochy-Glinki, Dmochy-Mrozy, Dmochy-Rodzonki, Dmochy-Wochy, Dmochy-Wypychy, Godlewo-Kolonia, Godlewo-Piętaki, Jaźwiny-Koczoty, Kaczyn Stary, Kaczyn-Herbasy, Krzeczkowo Mianowskie, Krzeczkowo-Gromadzyn, Krzeczkowo-Nowe Bieńki, Krzeczkowo-Stare Bieńki, Krzeczkowo-Szepielaki, Michałowo Wielkie, Ołdaki-Magna Brok, Rosochate Kościelne, Rosochate Nartołty, Siennica-Klawy, Siennica-Puziki, Siennica-Lipusy, Siennica-Pietrasze, Siennica-Szymanki, Siennica-Święchy, Stokowo-Szerszenie, Szulborze-Kozy, Święck-Strumiany, Zalesie Stare, Zalesie-Stefanowo, Zaręby-Bindugi, Zaręby-Góry Leśne, Zaręby-Skórki, Zaręby-Święchy

## Sąsiednie gminy
Andrzejewo, Boguty-Pianki, Klukowo, Nur, Szepietowo, Szulborze Wielkie, Wysokie Mazowieckie, Zambrów